# Gallus Péter
Gallus Péter (Gallusz; Peter Gallus; Alsómecenzéf, 1868. július 31. – Rapp, 1927. július 14.) mánta költő, római katolikus plébános.

## Élete
Szülei Gallus János cipészmester és Tomasch Anna Mária (1836-1876) voltak. Mostohaanyja Holop Mária volt.
1877-től megszakításokkal (?) 1886-ig a rozsnyói gimnázium diákja volt, majd ugyanott teológiát tanult.
1894-ben Nagydarócon, illetve Osgyánban, majd 1896-1898 között Szomolnokon volt káplán. Rimaszombatban hittanár lett. Állítólag 1904-ben szentelték pappá, s 1904-től haláláig rappi plébános, illetve a losonci kerület esperese volt. 1923-ban kismulyadi iskolaszéki elnök. Rónay János esperes végezte a gyászszertartást.
Költészetében szülőtelepülését és a mántákat is megformálta. Magyar népdalokat fordított mánta nyelvre, megörökítette a mecenzéfiek meséit, mondáit, babonáit, mulatságos vadászkalandokat és adomákat. Írásai eljutottak a tengerentúlra, a clevelandi mánta közösségekbe is.
Az Országos Magyar Méhészeti Egyesület tagja volt.

## Emlékezete
- Alsómecenzéfi temetőben emlékkő

## Művei
- En da Dombach
- Im Dombachtal
- Oom Schumark
- Da lostega Hoomaschmied
- Da Nägelschmied
- Bien Mantaakn